# فرانک هیستیلولس
فرانک هیستیلولس (انگلیسی: Franck Histilloles؛ زادهٔ ۲۵ ژانویهٔ ۱۹۷۳) بازیکن فوتبال اهل فرانسه است.
از باشگاه‌هایی که در آن بازی کرده‌است می‌توان به باشگاه فوتبال بوردو و باشگاه فوتبال متس اشاره کرد.